# Austroglyptolenus
Austroglyptolenus is een geslacht van kevers uit de familie van de loopkevers (Carabidae). De wetenschappelijke naam van het geslacht is voor het eerst geldig gepubliceerd in 2003 door Roig-Junent.

## Soorten
Het geslacht Austroglyptolenus omvat de volgende soorten:
- Austroglyptolenus mendozensis Roig-Junient, 2003
- Austroglyptolenus precordillerae Roig-Junient, 2003